# Матино (Тверская область)
Ма́тино — деревня в Кашинском городском округе Тверской области. Относится к Верхнетроицкому сельскому поселению.
Расположено в 33 километрах к западу от районного центра Кашин, в 7 км к северу от деревни Верхняя Троица, на автодороге «Верхняя Троица — Славково».

## История
В 1846 году в селе была построена каменная Никольская церковь, метрические книги с 1780 года.
В конце XIX — начале XX века село входило в состав Славковской волости Кашинского уезда Тверской губернии.
В этот период в деревне были чайная, две мелочных лавки, кузница.
С 1929 года деревня являлась центром Матинского сельсовета Кашинского района Бежецкого округа Московской области.
В этот период в Матино появляется первый колхоз им. ОГПУ, впоследствии переименованный в колхоз «Родина».
С 1935 года — в составе Калининской области, с 1994 года — в составе Верхнетроицкого сельского округа, с 2005 года — в составе Верхнетроицкого сельского поселения, с 2018 года — в составе Кашинского городского округа.
С 2017 года в Матино появился «Культурный центр Жар-птица» — первый негосударственный сельский клуб в Кашинском округе.
В 2019 году 2 августа, после большого перерыва, в Матино состоялся «День деревни Матино», который проводится ежегодно.

## Население
| 1859 | 1889 | 2002 | 2010 |
| ---- | ---- | ---- | ---- |
| 279  | ↗319 | ↘13  | ↘9   |